# 宮原町 (さいたま市)
宮原町（みやはらちょう）は、埼玉県さいたま市北区の町名。現行行政地名は宮原町一丁目から宮原町四丁目。住居表示未実施地区。郵便番号は331-0812。本項では、宮原町の前身で現在も残存する大字加茂宮（かものみや）と、かつて存在した加茂宮村（かものみやむら）および鍛冶村（かじむら）についても述べる。

## 地理
埼玉県さいたま市北区の大宮台地浦和大宮支台上に位置する。町域の西端を逆川が北方向に流れる。全域が市街化区域である。北部は宮原駅を中心に区画整理された住宅地となっている。北部の高崎線周辺には生産緑地地区としての畑地が存在している。南部はプラザノースやステラタウンなどの施設が集中する。町名は旧村名から名前が採られた。

### 隣接する町丁
- 吉野町
- 土手町
- 本郷町
- 土呂町
- 東大成町
- 植竹町
- 大成町
- 日進町
- 奈良町
- 別所町

### 地価
住宅地の地価は、2015年（平成27年）1月1日の公示地価によれば、宮原町四丁目16番2外の地点で190,000円/m2となっている。

## 歴史
もとは江戸期より存在した武蔵国足立郡吉野領に属する加茂宮村、古くは1582年（天正10年）頃より見出せる加茂宮であった。加茂宮は鴨宮とも称された。村高は正保年間の『武蔵田園簿』では503石余（田183石余、畑302石余、山高17石余）、『元禄郷帳』では503石余、『天保郷帳』では523石余であった。助郷は中山道上尾宿に出役していた。化政期の戸数は90軒で、村の規模は東西13町、南北1里であった。地名は加茂神社（吉祥院持）が当地に建立されていたことにちなむ。
- 初めは幕府領[6]、1633年（寛永10年）より知行は旗本水野、松下氏による相給となる。村域は松下知行分は上加茂宮村、水野氏知行分は下加茂宮村と私称されていた[6]。なお、検地時期は不詳。新田検地は1731年（享保16年）に実施。
- 1704年（宝永元年）より旗本水野氏知行の領地は幕府領に戻る[6]。
- 元文年間より下加茂宮村分を古組と新組に組分する[6]。
- 1828年（文政11年）より上尾宿寄場64か村組合に所属[6]。および
- 幕末の時点では足立郡に属し、明治初年の『旧高旧領取調帳』の記載によると、幕府領（代官・大竹左馬太郎支配所）および松下鎌太郎の知行[9]。
- 1868年（慶応4年）6月19日 - 幕府領が武蔵知県事・山田政則（忍藩士）の管轄となる。
- 1869年（明治2年） 
  - 1月13日 - 武蔵知県事・宮原忠英の管轄区域に大宮県を設置、同県の管轄となる。県庁は東京府馬喰町に置かれる。
  - 9月29日 - 県庁が浦和に置かれ浦和県に改称。
  - 12月2日 - 旗本領が上知され、浦和県の管轄となる（府藩県三治制も参照）。
- 1871年（明治4年）11月13日 - 第1次府県統合により埼玉県の管轄となる。
- 1874年（明治7年）12月28日 - 江戸期より存在した鍛冶村と加茂宮村（上加茂宮村・下加茂宮村）が合併し、改めて加茂宮村となる[6][10]。現在の宮原町四丁目に当たる[11]。
- 1879年（明治12年）3月17日 - 郡区町村編制法により成立した北足立郡に属す。郡役所は浦和宿に設置。
- 1883年（明治16年）
  - 5月 - 加茂宮学校（現・さいたま市立宮原小学校）が、現在の校地に仮校舎を建設して移転する。
  - 7月28日 - 地内に日本鉄道の第一区線（現・高崎線）が敷設され開業する。
- 1889年（明治22年）4月1日 - 町村制施行に伴い、加茂宮村・吉野原村・奈良瀬戸村・大谷別所村が合併し、宮原村が発足[6]。村名は、加茂宮村の宮と吉野原村の原から採られた。加茂宮村は宮原村の大字加茂宮となる。
- 1908年（明治41年）5月1日 - 高崎線に加茂宮信号所が開設される。
- 1931年（昭和6年）12月 - 地内に大宮競馬場が開設される（1938年開催終了、翌年廃止）[12][13]。
- 1940年（昭和15年）11月3日 - 大宮町・三橋村・日進村・宮原村・大砂土村が合併し、大宮市が発足[14]。同市の大字となる。
- 1942年（昭和17年）6月 地内の大宮競馬場跡地で中島飛行機大宮製作所（後の富士重工業大宮製作所）の地鎮祭が挙行され、工場の建設に着手、翌年3月よりエンジンなど飛行機部品の生産を開始する[15]。
- 1943年（昭和18年）5月25日 - 一部を事業区域に含む大宮北部土地区画整理事業の都市計画決定および事業計画決定が告示される[16]。
- 1947年（昭和22年）
  - 1月22日 - 加茂宮信号場が廃止される。
  - 4月1日 - 宮原小学校に大宮市立第五中学校（後の大宮市立宮原中学校、現・さいたま市立宮原中学校）が設置される。
  - 9月1日 - 宮原町4-66-4に当たる場所に宮原公民館か開設される[17]。
- 1948年（昭和23年）7月15日 - 旧加茂宮信号場の跡地に、宮原駅が開業する。
- 1950年（昭和25年） - 大宮市立宮原中学校の校舎が現在の場所に落成され、宮原小学校の仮校舎から移転する。
- 1953年（昭和28年）2月5日 - 大宮北部土地区画整理事業の換地処分が前日に行われた[16]ことに伴い、地番変更が行われ、一部で地番が変更になる。
- 1954年（昭和29年）5月27日 - 一部を事業区域に含む宮原南部土地区画整理事業の事業計画決定が告示される[16]。
- 1956年（昭和31年）7月18日 - 一部を事業区域に含む宮原2丁目土地区画整理事業の事業計画決定が告示される[16]。
- 1957年（昭和32年）7月14日 - 地内に大宮白百合幼稚園が開園する[18]。
- 1958年（昭和33年）9月17日 - 宮原南部土地区画整理事業の換地処分が前日に行われた[16]ことに伴い、地番変更が行われ、一部で地番が変更になる。
- 1961年（昭和36年） - 町名地番変更により、大字加茂宮および大字西本郷の各一部から宮原町一丁目が、大字加茂宮の一部から宮原町三丁目が成立[6][19]。
- 1962年（昭和37年）
  - 3月17日 - 一部を事業区域に含む宮原4丁目土地区画整理事業の都市計画決定が告示される[16]。
  - 5月1日 - 大宮バイパスが開通する[10]（全線開通は1963年3月）。
  - 12月22日 - 宮原2丁目土地区画整理事業の換地処分が前日に行われた[16]ことに伴い、地番変更が行われ、一部で地番が変更になる。
- 1966年（昭和41年）1月15日 - 地内に宮原幼稚園が開園する[18]。
- 1968年（昭和43年）
  - 6月8日 - 宮原4丁目土地区画整理事業の事業計画決定が告示される[16]。
  - この年 - 町名地番変更により、大字加茂宮の一部から宮原町二丁目が成立[6]。
- 1969年（昭和44年）12月27日 - 地内に新大宮バイパスが開通する[10]。
- 1972年（昭和47年）11月1日 - 町名地番変更が行われ、大字加茂宮の大半から宮原町四丁目が成立[20][21]。
- 1973年（昭和48年）
  - 7月11日 - 宮原4丁目土地区画整理事業の換地処分が前日に行われた[16]ことに伴い、地番変更が行われ、一部で地番が変更になる。
  - この年 - 大字加茂宮の一部が宮原町四丁目に編入される[6]。
- 1982年（昭和57年）
  - 6月23日 - 地内に東北新幹線が開業する。
  - 11月15日 - 地内に上越新幹線が開業する。
- 1983年（昭和58年）12月22日 - 埼玉新都市交通ニューシャトルの大宮駅 - 羽貫駅間が開業し、町内に加茂宮駅と東宮原駅が開設される。
- 1993年（平成5年）2月 - 地内に東消防署宮原分署（現・さいたま市消防局北消防署）が設置される。
- 1998年（平成10年）
  - 1月13日 - 宮原町一丁目の一部を事業区域に含む北部拠点宮原土地区画整理事業の都市計画決定が告示される[16]。
  - 5月18日 - 北部拠点宮原土地区画整理事業の事業計画決定が告示される[16]。
- 2001年（平成13年）5月1日 - 浦和市・大宮市・与野市が合併し、さいたま市が発足。宮原町一丁目 - 四丁目は同市の町名となり、大字加茂宮は同市の大字となる。
- 2003年（平成15年）4月1日 - さいたま市が政令指定都市に移行。宮原町一丁目 - 四丁目は同市北区の町名となり、大字加茂宮は同市北区の大字となる。
- 2004年（平成16年）4月28日 - 富士重工業大宮製作所跡地にステラタウンが開業する。
- 2005年（平成17年）
  - 3月31日 - 宮原町三丁目の一部を事業区域に含む日進東土地区画整理事業の都市計画決定が告示される[16]。
  - 12月5日 - 日進東土地区画整理事業の事業計画決定が告示される[16]。
- 2006年（平成18年）9月16日 - 北部拠点宮原土地区画整理事業の換地処分が前日に行われた[16]ことに伴い、町名地番変更が行われ[22]、宮原町一丁目の一部で地番が変更になるとともに、一部が植竹町一丁目に編入される[23]。また、植竹町一丁目の一部が宮原町一丁目に編入される[23]。
- 2008年（平成20年）
  - 5月1日 - 地内に複合施設プラザノースが開館[24]、館内に北区役所および北図書館が開設される。
  - 11月22日 - 日進東土地区画整理事業の換地処分が前日に行われた[16]ことに伴い、町名地番変更が行われ[22]、宮原町三丁目の一部で地番が変更になるとともに、一部が日進町二丁目および大成町四丁目に編入される[25]。また、日進町二丁目・三丁目および大成町四丁目の各一部が宮原町三丁目に編入される[25]。
- 2009年（平成21年）4月1日 - 宮原町三丁目にさいたま市立つばさ小学校が開校する。
- 2019年（平成31年）3月1日 - 盆栽町に所在したさいたま北部医療センターが宮原町一丁目に移転する[26]。

### 加茂宮村に存在していた小字
- 四分一・薬師原・原殿・天神橋・領家・十六・構・鍛冶[27]

### 鍛冶村
鍛冶村は武蔵国足立郡大谷領に属していて、江戸期より存在していた。現在の逆川の左岸沿いの緩傾斜地に位置していた。村高は正保年間の『武蔵田園簿』では66石（田34石余、畑31石余）、『元禄郷帳』では45石余、『天保郷帳』では46石余であった。助郷は中山道上尾宿に出役していた。化政期の戸数は14軒で、村の規模は東西1町、南北6里余であった。はじめは幕府領だが、1625年（寛永2年）より旗本柴田氏の知行の時期を経て、1698年（元禄11年）より再び幕府領となる。検地時期は不詳。宝暦年間に蜂ノ巣新田が開発されている。1828年（文政11年）より上尾宿寄場64か村組合に所属する。小名には上ノ前・尾花島・下屋舗などがあった。
地名の由来は鍛冶がこの地に居住していたことにちなむ。現在の宮原町四丁目の西側に相当し、鍛冶公園にその名を残している。

## 世帯数と人口
2017年（平成29年）9月1日時点の世帯数と人口は以下の通りである。
| 丁目         | 世帯数     | 人口     |
| ------------ | ---------- | -------- |
| 宮原町一丁目 | 4,327世帯  | 10,668人 |
| 宮原町二丁目 | 2,881世帯  | 6,085人  |
| 宮原町三丁目 | 3,095世帯  | 7,356人  |
| 宮原町四丁目 | 2,889世帯  | 6,267人  |
| 計           | 13,192世帯 | 30,376人 |

## 小・中学校の学区
市立小・中学校に通う場合、学区（校区）は以下の通りとなる。
| 丁目         | 番地                       | 小学校                   | 中学校                 |
| ------------ | -------------------------- | ------------------------ | ---------------------- |
| 宮原町一丁目 | 1 - 850番地                | さいたま市立大砂土小学校 | さいたま市立植竹中学校 |
| 宮原町一丁目 | その他                     | さいたま市立植竹小学校   | さいたま市立植竹中学校 |
| 宮原町二丁目 | 60 - 77番地 114 - 122番地  | さいたま市立大砂土小学校 | さいたま市立宮原中学校 |
| 宮原町二丁目 | 98 - 113番地 123 - 135番地 | さいたま市立泰平小学校   | さいたま市立宮原中学校 |
| 宮原町二丁目 | その他                     | さいたま市立宮原小学校   | さいたま市立宮原中学校 |
| 宮原町三丁目 | 全域                       | さいたま市立つばさ小学校 | さいたま市立宮原中学校 |
| 宮原町四丁目 | 全域                       | さいたま市立宮原小学校   | さいたま市立宮原中学校 |

## 交通

### 鉄道
- JR東日本高崎線
  - 宮原駅
- 埼玉新都市交通ニューシャトル
  - 加茂宮駅
  - 東宮原駅

### 道路
- 国道16号（新大宮バイパス）
- 国道17号（中山道）（大宮バイパス・新大宮バイパス）
  - 吉野町インターチェンジ - 町域の一部
- 埼玉県道164号鴻巣桶川さいたま線（旧中山道）
- 埼玉県道132号宮原停車場線
- 宮原駅前通り - 宮原停車場線と一体化する

## 宮原町出身の人物
- 川鍋秋蔵（日本交通創業者、旧大宮市議会議員） - 宮原駅東口にその人物の胸像が建つ

## 地域

### 公園・緑地
- 宮原公園
- 宮原南公園
- 加茂宮公園
- 宮原1丁目公園
- 宮原3丁目公園
- 宮原4丁目公園
- 宮原駅東公園
- きたまちしましま公園 - ステラタウン内南側に所在
- 東宮原ぼうさい広場
- 中島公園
- 中島東公園
- 領家中央公園
- 領家南公園
- 領家北公園
- 鍛冶公園
- 中道公園
- 原殿公園
- うねうね公園（一部）
- 松原公園（一部）

### 寺社・史跡
- 加茂神社 - 村名の由来のひとつ
- 宗像神社
- 天満宮 - 「天神橋」停留所付近に所在。上尾宿#天神橋の立場を参照。
- 真言宗智山派吉祥院 - 市指定文化財のクロマツがある[21]。宮原小学校の前身である加茂学校が開校した。
- 真言宗智山派金剛寺

### 教育
かつては宮原町一丁目に埼玉県大宮高等職業訓練校も所在していた。
- さいたま市立宮原中学校
- さいたま市立宮原小学校
- さいたま市立つばさ小学校
- 宮原幼稚園
- 大宮白百合幼稚園
- さいたま市立宮原保育園
- にじの星保育園

### 施設

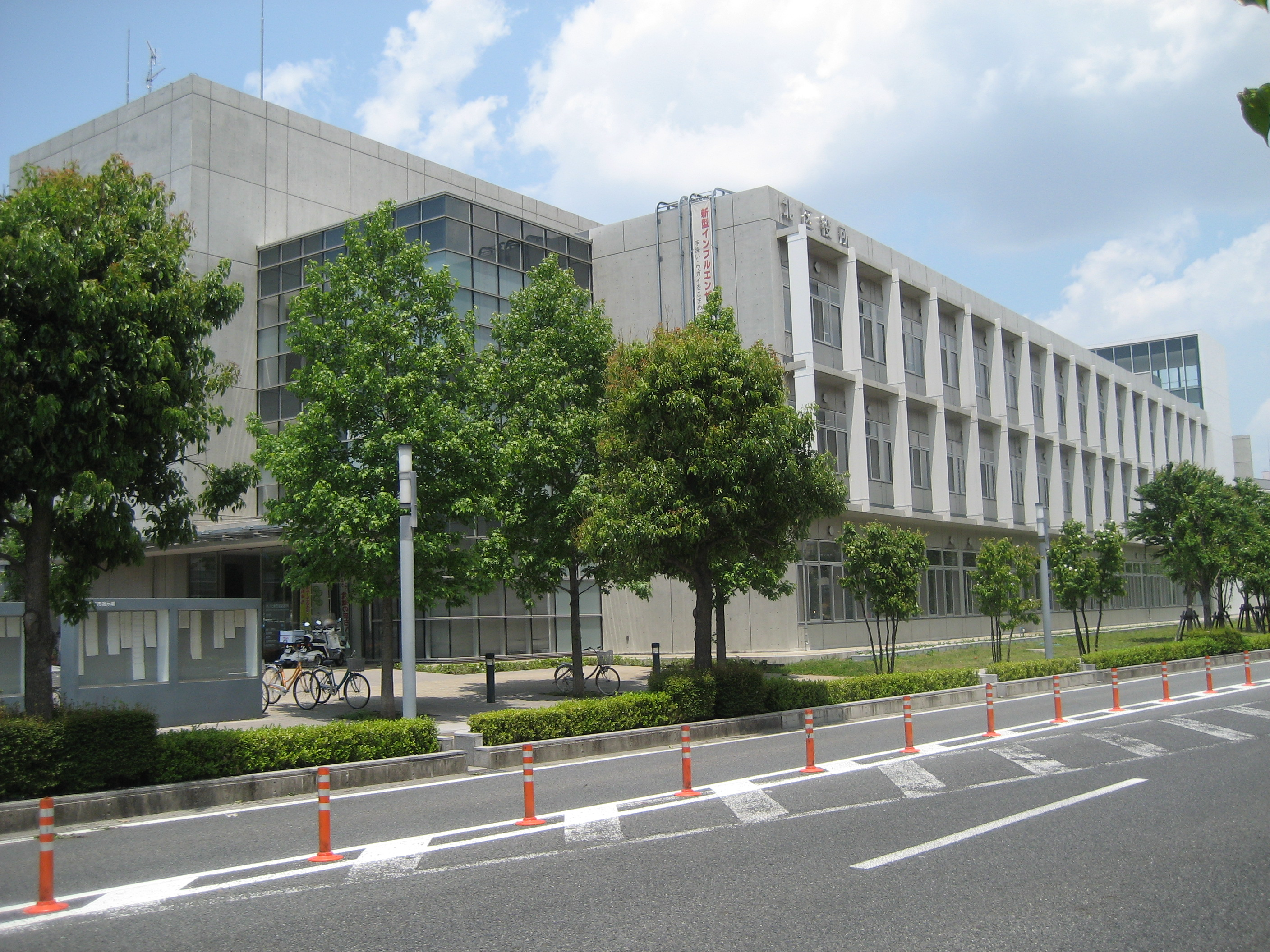
北区役所

宮原駅前や中山道沿線を中心に商業施設や民間施設が多数見られる。宮原町一丁目にはかつて富士重工業大宮製作所があった。なお、宮原コミュニティセンター内にあるさいたま市立宮原図書館は吉野町に所在する。
- 北区役所（プラザノース）
- さいたま市立北図書館
- 大宮宮原郵便局
- 大宮加茂宮郵便局
- 大宮年金事務所
- さいたま市消防局北消防署
- 大宮警察署宮原駅前交番
- ステラタウン
- マミーマート本社
- 埼玉りそな銀行宮原支店
- 武蔵野銀行宮原支店
- 埼玉縣信用金庫宮原東支店
- 宮原町二丁目自治会館
- 天神自治会館
- 中道自治会館集会所 - 原殿公園の敷地内に立地